# Painkiller (videójáték)
A Painkiller számítógépes játékot első ízben 2004. április 12-én rakta össze közös produkcióval a DreamCatcher Interactive Inc. (kanadai játékforgalmazó) és a PCF (People Can Fly, lengyel játékfejlesztő cég). A játék grafikus motorját a lengyel People Can Fly készítette, a programozási részét a DreamCatcher.

## Painkiller: Heaven's got a hitman / Painkiller 1
Történet: A játék elején kiderül, hogy a nehéz és hosszú komédiát egy bizonyos Daniel Garner nevű fiatalemberrel kezdjük, aki autóbalesetet szenved, a feleségével együtt meghalnak. Daniel felébredése után találkozik egy fénylénnyel a túlvilágon, amely megmondja neki, hogy szerezheti vissza kedvesét. Ahhoz hogy újra a feleségével lehessen, le kell győznie Lucifer négy tábornokát. Útja során találkozik egy Éva nevű lélekkel, akiről később kiderül, hogy ő Az Éva. Amikor legyőztük a négy tábornokot, megjelenik Lucifer, és elragadja Évát a pokolba. Ekkor megjelenik a fénylény, és közli velünk hogy teljesítettük a feladatunkat és vár minket a mennyország. Daniel azonban elutasítja, mert az a szándéka, hogy elmenjen a pokolba és felkeresi Lucifert hogy végezzenek vele. Miután Daniel végzet Luciferrel a pokolban, megjelenik Alastor, akiről azt hittük, hogy meghalt de kiderült, hogy nem. A játék végén Daniel tüzet nyit a seregnyi démonra.
- Bossok (Főgonoszok)
- 1. szint = Necro Giant
- 2. szint = Swamp Boss
- 3. szint = The Throll
- 4. szint = Alastor
- 5 .szint = Lucifer

## Painkiller: Battle out of Hell / Painkiller 2
Ezt a részt eredetileg a Heaven's got a Hitman folytatásának szánták, de szinte mindenki egy külön résznek tartja (forrás?). A játék ugyanott folytatódik, mint ahol befejeződött. Daniel visszakapta Évát a pokol árnyékából, Lucifer legyőzését követően. Ennek ellenére máris új trónkövetelő akadt az alvilágban, Lucifer jobbkeze, King Alastor vagy más néven a Sárkánykirály. A legfőbb ellenfél tehát most ő lesz. A játék fináléjában arra is fény derül, hogy Eve-t megszállja valami. Daniel ezt felismervén, hogy már ő is a rossz fiúk közé tartozik, kénytelen lesz végezni vele.

## Painkiller: Overdose / Painkiller 3
Ez a rész egyre kevésbe tartozik az első két játékhoz. Az egyetlen összefüggés, hogy a főszereplő Daniel fia, egy félig angyal, félig ördög lény.

## Painkiller: Resurrection / Painkiller 4
Ebben az epizódban egy teljesen új főszereplőt kapunk, akinek semmi köze Danielhez vagy a fiához, de még a pokolhoz sem. A végső ellenfél szintén Samuel, aki az Overdose-ban is szerepelt.

## Painkiller: Redemption
A Painkiller Redemption-t nehezen lehet egy újabb résznek mondani. Ez gyakorlatilag egy expanzió, más néven kiegészítő. Voltaképpen egy mód, így tehát az alapjáték nélkül nem is működik. A játékban az előző részek főszereplőivel vagyunk. Ez úgy jöhetett össze, hogy mikor Daniel legyőzte Lucifert, fia, Samuel kiszabadult a purgatóriumból és egyezséget kötöttek. A két hős felváltva kaszabolja a gonosz lelkeket.

## Painkiller: Recurring Evil
Ez a mód egy 2012-ben kiadott három pályás kreáció, melyben a Resurrection-ből megismert szereplővel vagyunk. 
- Felvonultatott pályák:
  - Cathedral
  - Village
  - Peruian Valley (Machu Picchu)

## Painkiller: Hell Wars
A Painkiller: Hell Wars, a 2004-ben számítógépre megjelenő játék, konzolos változata, amely az alap Xbox-ra készült.

## Egyéb programok, kiegészítők
Painkiller:Gold Edition
Ez a kiadvány a PK alapjátékát, a Battle out of Hell-t, az Overdose-t, és a Resurrection-t tartalmazza. Valamint 10 új pályát, és 3 új fegyvert adományoz. A játékhoz új kinézet is adódik.
Painkiller:Black Edition
Ez a kiadvány a PK alapjátékát, a Battle out of Hell-t, az Overdose-t, és a Resurrection-t valamint új külsőt tartalmaz.
Painkiller: Reloaded
A sorozat talán leglátványosabb kiadványa. A játékot 2010-ben adták ki Painkiller: Reloaded néven, azaz a Painkiller 5. része. Minden pálya végén egy egy főgonosz vár minket. Gyönyörű grafika, szenzációs fizika és zseniális hangulat. A játék az erősségét is megtartotta a fantasztikus zenei aláfestéssel.
Painkiller 6
A PK 6 a leghosszabb és legfantasztikusabb Painkiller. A 2011-es remekműben ismét az úriember Daniel-lel vagyunk, kinek gyermekkori szerelmét kell megvédenie, kinek testét az alvilág kimondhatatlanul hatalmas ura, a Phantom szállta meg. A játék öt fejezetben majdnem 60 pályát tartalmaz. De hogy ne unatkozzunk, ezek változatosak, egy egyforma helyiség sincs és különféle ellenfelek igyekeznek felénk. Ez a szenzációs zenei aláfestéssel rendelkező játék, versenyben van az év, sőt az évtized játéka címre
Painkiller 6: Black Edition
A PK 6-hoz készült hangulatlemez +10 pályát, 2 új főgonoszt, valamint egy új fegyvert tartalmaz. Mind a 70 pálya este játszódik benne.
Painkiller 6: Gold Edition
Ez a hangulatlemez 15 új pályát és új tarot kártyákat tartalmaz, valamint az összes pálya napfelkeltében játszódik.
Painkiller 6: Orange Box
Ez a narancsdobozos kiadás 30 új pályát, 11 új főgonoszt, 5 új fegyvert, 19 új módot, 124 új szörnyet, javító kódokat, patcheket, valamint vadiúj tarot kártyarendszert tartalmaz.
Egyebek
- Painkiller: Ornitologhy: 14 pályát, 2 új fegyvert, több mint 30 féle új szörnyet, és egy új főgonoszt tartalmazó kiegészítő.
- Painkiller: Pandemonium: A PK alapjátékát, a Battle out of Hell-t, az Overdose-t tartalmazó csomag.

## Segítségek játék közben
Minden pálya természetesen a játék vége felé egyre nehezebb. Ilyen nehezítő indok pl. a nehéz logikai feladatok, az egyre növekvő szörnyállomány, kevesebb lőszer, erősebb ellenfelek, valamint nagyobb sebzés. Ilyen feltételek mellett rendkívüli nehéz játszani. Ezért ad nekünk segítséget a játék. Minden 66.-ig szörny lelkét összegyűjtve démonná változhatunk egy kis ideig. Ekkor minket nem tudnak megsebezni, viszont mi egy lövéssel leterítünk mindenkit. Nagyobb ellenfelek lelke 6 egységet ad nekünk. Ezenkívül a lelkek összegyűjtésével muníciót is kaphatunk. Persze van egyszerűbb módja is a végigjátszásnak. Interneten különféle cheat-eket (csalásokat) találhatunk, melyeknek segítségével örök életet, extra lőszert és aranyat is nyerhetünk.
A tarot kártyák is segítenek minket. Ezek a Daydream (1.szint) és a 2. szinten nem alkalmazhatóak, csak Nightmare-en (3.szint) és Trauma-n (4. szint). A kártyákat mindenféle kihívások teljesítésével szerezhetjük be. A kártyáknak két csoportja van: Vannak az un. ezüst és az un. arany kártyák. Mindegyik használatával növelhetjük életünket és sebzésünket. A Lucifer tarottal pl. örök életbe vagyunk és az ellenfél már attól meghal ha csak hozzánk ér. Ez a kártya a 2. részben Alastor, a 3. részben Sammael a 4. részben ExtremCombo az 5. részben Judeus Angelika, még a 6. részben Card of the Phantom nevet kapta.

## Konfigurációk
Painkiller Heaven's got a Hitman (Battle out of Hell)
- Minimális konfiguráció
- CPU: Intel Atom or AMD Phenon 1.6 GHz (Intel Pentium 4 2.0 GHz)
- RAM: 346 MB (460 MB)
- HDD: 2 GB (4 GB)
- Videokártya: 32 MB (64 MB)
- Ajánlott konfiguráció
- CPU: Intel Pentium 4 or AMD equaliet 1.86 GHz (Intel Pentium 4 2.2 GHz)
- RAM: 460 MB (512 MB)
- HDD: 2 GB (4 GB)
- Videokártya: 64 MB (64 MB)

Painkiller: Overdose 
- Minimális konfiguráció
- CPU: Intel Pentium 4 2.2 GHz
- RAM: 512 MB
- HDD: 6 GB
- Videokártya: 64 MB
- Ajánlott konfiguráció
- CPU: Intel Pentium Dual-Core 2.4 GHz
- RAM: 1 GB
- HDD: 6 GB
- Videokártya: 128 MB

Painkiller: Resurrection (Redemption)
- Minimális konfiguráció
- CPU: Intel Pentium Dual-Core 1.86 GHz
- RAM: 512 MB
- HDD: 4 GB
- Videokártya: 64 MB
- Ajánlott konfiguráció
- CPU: Intel Pentium Dual-Core 2.4 GHz
- RAM: 512 MB
- HDD: 4 GB
- Videokártya: 128 MB

Painkiller: Reloaded
- Minimális konfiguráció
- CPU: Intel Pentium Dual-Core 2.4 GHz
- RAM: 1 GB
- HDD: 7 GB
- Videokártya: 512 MB
- Ajánlott konfiguráció
- CPU: Intel Core i3 2.0 GHz
- RAM: 2 GB
- HDD: 7 GB
- Videokártya: 512 MB

Painkiller 6
- Minimális konfiguráció
- CPU: Intel Core i3 2.4 GHz
- RAM: 2 GB
- HDD: 10 GB
- Videokártya: 512 MB
- Ajánlott konfiguráció
- CPU: Intel Core i5 2.3 GHz or Intel Core i7 2.0 GHz
- RAM: 3-4 GB
- HDD: 10 GB
- Videokártya: 1 GB

## Külső hivatkozások
Hivatalos honlapok
- https://web.archive.org/web/20110203053116/http://painkillergame.com/ — Painkiller video game series official website
- http://www.peoplecanfly.com/ — People Can Fly official website (not updated)
- http://www.mindwarestudios.com/ — Mindware official website (not updated)
- https://web.archive.org/web/20060209032729/http://www.dreamcatchergames.com/ — DreamCatcher official website

Nem hivatalos honlapok
- http://www.pkzone.org/ Archiválva 2011. augusztus 24-i dátummal a Wayback Machine-ben — Painkiller video game series unofficial website

Kapcsolódó honlapok
- http://pkcheats.googlecode.com/[halott link] — Painkiller Advanced Cheats official page on Google Code